# Communauté de communes Seine Barse
Die Communauté de communes Seine Barse war ein französischer Gemeindeverband mit der Rechtsform einer Communauté de communes im Département Aube in der Region Grand Est. Sie wurde am 27. Juni 1954 gegründet und umfasste 13 Gemeinden. Der Verwaltungssitz befand sich im Ort Lusigny-sur-Barse.

## Historische Entwicklung
Am 1. Januar 2017 wurde der Gemeindeverband mit der Communauté d’agglomération Grand Troyes und den Communauté de communes, Seine Melda Coteaux und Bouilly-Mogne-Aumont sowie den Gemeinden Bucey-en-Othe, Estissac, Fontvannes, Messon, Prugny und Vauchassis aus der Communauté de communes des Portes du Pays d’Othe zur Communauté d’agglomération Troyes Champagne Métropole zusammengeschlossen.

## Ehemalige Mitgliedsgemeinden
1. Bouranton
2. Clérey
3. Courteranges
4. Fresnoy-le-Château
5. Laubressel
6. Lusigny-sur-Barse
7. Mesnil-Saint-Père
8. Montaulin
9. Montiéramey
10. Montreuil-sur-Barse
11. Rouilly-Saint-Loup
12. Ruvigny
13. Thennelières